# Янчевські (герб)
Янчевські (Janczewski) — шляхетський герб.

## Опис герба
Щит розсічено, у першому червоному півполі срібло срібна пов'язка, вузлом донизу; в другому червоному срібна гоздава між двома срібними трояндами в пояс.
Герб має два шоломи в кронах. Клейнод на правому шоломі — хвіст павича, що пронизаний срібною стрілою в пояс вістрям вправо між двома такими ж рогами оленя. Клейнод на лівому — хвіст павича.
Намети: на правому шоломі — червоний, підбитий сріблом, на лівому — червоний, праворуч підбитий сріблом, ліворуч — золотом.

## Найбільш ранні згадки
Присвоєно 12 лютого 1556 Якову, Блажейові та Мацею Янчевський. Герб був створений на усиновлення в Наленч і Пороню. Анна Вейс пише про прийняття до Наленча і Гоздави, не Пороні. Наленч мали отримати брати з Чарнкува, а Гоздаву Барбара, дружина Седзивоя з Чарнкува. Герб практично ідентичний наданому 4 роки раніше гербу Ґраф.

## Роди
Янчевські.